# Глоссатор

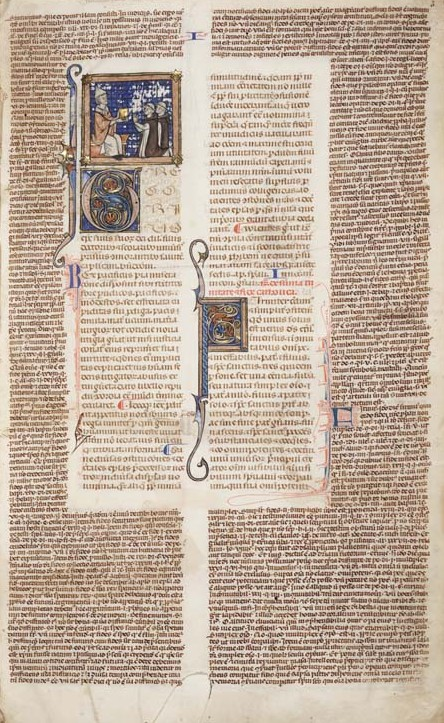
Декреталии с Glossa ordinaria

Глоссаторы (от др.-греч. γλῶσσα «устаревшее или редкое слово») — юристы (доктора права или студенты), занимавшиеся римским правом в средневековой Европе в рамках традиции, развитой в Болонском университете. Школа права глоссаторов была распространена в Италии, Франции и Германии в XI—XIII веках.
Результаты работ всей школы глоссаторов были соединены в одно целое Аккурсием, написавшим, под заглавием «Glossa ordinaria», общий комментарий к юстиниановым сборникам.
Глоссаторами именовались прежде всего профессора римского права в Болонском университете и их ученики, занимавшиеся изучением этого права в течение XII и XIII веков, названные так по преобладающей форме своих трудов, глоссе. Сочинения глоссаторов, как и их преподавание, имели различный вид. Кроме выяснения смысла отдельных слов и выражений (глосса в прямом значении), они иногда выясняли отдельные места путём примеров, извлекали общие положения из объяснений и т. д. Все эти виды объяснений послужили основанием к отдельным сборникам, большое количество которых и составляет плод работы глоссаторов.
В истории науки римского права глоссаторы имеют важное значение, им принадлежит заслуга первоначального ознакомления Европы с римским правом в его полном и чистом виде. Одним из первых глоссаторов был Ирнерий, начавший изучение кодекса Юстиниана Corpus iuris civilis, в том числе впервые — его основной части, Пандекты (Дигесты), сборника мнений и решений римских юристов в 50 томах. Эта работа, вместе с изучением других памятников Юстинианова права была продолжена и развита другими глоссаторами.
Глоссаторы приводили всю массу юстиниановых источников в такой вид, какой представлялся, по воззрениям того времени, наиболее удобным для изучения. Они установили однообразное чтение текста источников (так наз. lectio vulgata), и занимались систематизацией их содержания. Эта работа не теряла своей ценности в течение очень долгого времени, научный аппарат части курсов по истории права в конце XIX века прослеживал своё происхождение от Аккурсия (см. История Болонского университета);
Глоссаторы были схоластиками и соединяли в себе все недостатки этого направления. Смотря на Corpus juris так же, как богословы смотрели на Библию, а философы — на труды Аристотеля, глоссаторы считали его высшей юридической мудростью, ratio scripta, и заботились лишь о раскрытии его содержания путём средневековой диалектики, без учёта исторического контекста. Отсутствие внимания к лингвистическим и социально-историческим изменениям отражалось на их трудах, проявляясь в смешении римских и современных им явлений и понятий, и приведению первых ко вторым. Будучи чистыми теоретиками и изучая римское право ради него самого, независимо от практических целей, они были, как правило, лишены практического опыта юриспруденции. Тем не менее влияние глоссаторов как на последующее изучение римского права, так и на практику было велико и не ограничивалось накоплением и систематизацией источников. Мнения глоссаторов получили позднее преобладание над самыми источниками: учёные юристы, вместо подлинных источников, стали изучать глоссу, а суд не признавал прямых ссылок на источники. «Не думаешь ли ты, что глосса не знала текста так же, как и ты, или что она не так же хорошо понимала его, как и ты?» — отвечали адвокаты противной стороны и судья в случае такой ссылки. Состав глоссы определил и размеры принятия римского права в Германии; принято было только то, что из Corpus juris было глоссировано, так как суды держались правила: quod non agnoscit glossa, non agnoscit curia («что не признает глосса, не признает и суд»).